# Cardo (produtor musical)
Ronald LaTour (Minnesota, 24 de setembro de 1984), conhecido como Cardo e Got Wings, é um rapper e produtor musical norte-americano.